# Enrique Valdelomar
Enrique Valdelomar y Fábregas (Córdoba, 1848-Cienfuegos, 1897) fue un periodista y escritor español.

## Biografía
Nació el 14 de octubre de 1848 en Córdoba y era hermano de Julio Valdelomar. Director en Córdoba de El Adalid (1885-1888), publicó obras como Hojas sueltas (poesías, Córdoba, 1884, 1887) y Por España (monólogo, Cienfuegos, 1896). Falleció en la ciudad cubana de Cienfuegos en julio de 1897, el día 6.